# Alonso Carbonel
Alonso Carbonel, né vers 1590 à Albacete et mort le 31 août 1660 à Madrid, est un architecte et sculpteur espagnol. 

## Biographie
Alonso Carbonel, né vers 1590 à Albacete, est le fils d'un charpentier. Il suit une formation de sculpteur avec Antón de Morales (es) (fl 1586-1625). Il dessine le retable (1612-1618) de la cathédrale de Getafe, près de Madrid, dans le style classique. Sous le patronage de Gaspar de Guzmán, il se tourne vers l'architecture et à la cour de Philippe IV est nommé second Aparejador des œuvres royales (1627), puis Aparejador Mayor (1630) et enfin Maestro Mayor (1643). En 1648, Alonso Carbonel succède à Juan Gómez de Mora comme grand-maître de toutes les œuvres royales, emploi qu'il conserve jusqu'à sa mort.
Le style d'Alonso Carbonel est similaire au classicisme de Juan Gómez de Mora, pour lequel il avait travaillé, bien que ses façades, portes et fenêtres aient tendance à être plus décoratives. Son œuvre la plus importante est la construction du Buen Retiro (1630-1633), construit avec des matériaux de mauvaise qualité, comme la brique; la pierre n'est utilisée que pour les châssis de portes et fenêtres. Le bâtiment se compose d'un bloc carré avec des tours d'angle se terminant par des chapiteaux en ardoise, comme c'est l'usage pour une forteresse espagnole, et a une cour intérieure. L'église gothique existante du monastère de Saint-Jéronimo, reliée au palais par un petit cloître, sert de chapelle.
Alonso Carbonel meurt le 31 août 1660 à Madrid.